# Ficimia ramirezi
Ficimia ramirezi là một loài rắn trong họ Rắn nước. Loài này được Smith & Langebartel mô tả khoa học đầu tiên năm 1949.